# Globo d’oro/Preis der ausländischen Presse
Globo d’oro: Preis der ausländischen Presse (Gran Premio della Stampa Estera)
Dieser Filmpreis wird seit 2001 vergeben.
| Jahr | Film                                   | Regie                 |
| ---- | -------------------------------------- | --------------------- |
| 2001 | 100 Schritte (I cento passi)           | Marco Tullio Giordana |
| 2002 | Jurj                                   | Stefano Gabrini       |
| 2003 | nicht verliehen                        |                       |
| 2004 | nicht verliehen                        |                       |
| 2005 | nicht verliehen                        |                       |
| 2006 | La terra                               | Sergio Rubini         |
| 2007 | L’orchestra di Piazza Vittorio         | Agostino Ferrente     |
| 2008 | nicht verliehen                        |                       |
| 2009 | Vincere                                | Marco Bellocchio      |
| 2010 | L’uomo che verrà                       | Giorgio Diritti       |
| 2011 | Die Fahne der Freiheit (Noi credevamo) | Mario Martone         |
| 2012 | Il primo uomo                          | Gianni Amelio         |
| 2013 | L’intervallo                           | Leonardo Di Costanzo  |
| 2014 | In grazia di Dio                       | Edoardo Winspeare     |